# Broelemannia byzantina
Broelemannia byzantina är en mångfotingart som beskrevs av Karl Wilhelm Verhoeff. Broelemannia byzantina ingår i släktet Broelemannia och familjen Schizopetalidae.

## Underarter
Arten delas in i följande underarter:
- B. b. asiaeminoris
- B. b. byzantina
- B. b. werneri